# Parawixia undulata
Parawixia undulata är en spindelart som först beskrevs av Eugen von Keyserling 1892.  Parawixia undulata ingår i släktet Parawixia och familjen hjulspindlar. Inga underarter finns listade i Catalogue of Life.